# Amaury Bonduel
Amaury Bonduel (Eigenbrakel, België, 3 maart 1999) is een Belgisch autocoureur.

## Carrière
Bonduel begon zijn autosportcarrière in het karting in 2006. In 2007 won hij de Mini-klasse van zowel het VAS Championship en de Belgische Rotax Max Challenge en eindigde als tweede in het nationale kampioenschap. In 2008 won hij het Belgische kampioenschap en de ASAF Cadet WTP Challenge en werd derde in het VAS Championship. Ook in 2009 werd hij Belgisch kampioen in de Mini WTP-klasse. In 2010 reed hij enkel in de KF5-klasse van het Belgische kampioenschap, wat hij als derde af wist te sluiten, voordat hij in 2011 dit kampioenschap wist te winnen. In 2012 stapte hij over naar Europese kampioenschappen in het CIK-FIA European KF3 Championship en werd hier elfde. Dat jaar werd hij ook derde in de IAME International Final en de Belgische Kart Cup. In 2013 bleef hij in de CIK-FIA European KF3 rijden en stapte hierin over naar de kartafdeling van het succesvolle team ART Grand Prix, maar zakte naar de twintigste plaats. In het Franse KF Junior-kampioenschap eindigde hij wel als tweede. In 2014 had hij zijn laatste kartseizoen in het Europese KZ2-kampioenschap.
In 2015 stapte Bonduel over naar het formuleracing en maakte zijn debuut in de Eurocup Formule Renault 2.0 voor het team JD Motorsport. Ook testte hij voorafgaand aan dat seizoen in de GP3 Series voor het team Trident. Tijdens het raceweekend op het Autodromo Nazionale Monza maakte hij voor dit team zijn racedebuut in de GP3.
In 2023 won Amaury het Italiaans sportwagenkampioenschap in een Lamborghini voor Vincenzo Sospiri Racing en was hij vice Europees kampioen in de Lamborghini Super Trofeo.